# Mongrassano
Mongrassano – miejscowość i gmina we Włoszech, w regionie Kalabria, w prowincji Cosenza.
Według danych na rok 2004 gminę zamieszkiwały 1763 osoby, 51,9 os./km².